# All I Have to Give
"All I Have to Give" (em inglês:  "Tudo que Tenho Para Dar") foi o terceiro e último single do álbum Backstreet's Back de Backstreet Boys, mas foi lançado também na versão estadunidense do álbum Backstreet Boys. A música atingiu o sucesso rapidamente tanto na Europa quanto nos Estados Unidos e a partir daí em outros países ao redor do mundo.

## Lista de músicas
1. "All I Have to Give - (Album version)" - 4:11
2. "All I Have to Give - (The Conversation mix)" - 4:10
3. "Hidden Track: I Need You Tonight" - 5:15

UK Import
1. "All I Have to Give - Radio Version" - 4:06
2. "Quit Playing Games (with My Heart) - Live Version" - 4:35
3. "All I Have to Give - (Part II - The Conversation Mix)" - 4:15
4. "As Long as You Love Me - (Peppermint Jam Remix)" - 3:57

## Remixes
- "All I Have to Give [Radio Version]" - 4:06
- "All I Have to Give [Davidson Ospina Club Mix]" - 7:26
- "All I Have to Give [Soul Solution Club Mix]" - 7:36
- "All I Have to Give [Mike Ski's Vocal Dub-a-delic]" - 7:32
- "All I Have to Give [Davidson's Deep Dub]" - 6:15
- "All I Have to Give [The Conversation Mix]" - 4:10
- "All I Have to Give [Part II - The Conversation Mix]" - 4:15

## Posições no Top 100
- 1º (Singapura)
- 2º (Reino Unido)
- 5º (Estados Unidos)
- 6º (Suécia)
- 7º (Austrália)
- 8º (Alemanha)

## Videoclipe
O vídeo foi dirigido por Nigel Dick e tem duas versões. Ambas muito parecidas, diferindo apenas em poucas cenas. A coreografia do clipe foi feita por Fatima Robinson, que já havia trabalhado com eles para a coreografia do vídeo de Everybody (Backstreet's Back).